# Dolomedes noukhaiva
Dolomedes noukhaiva är en spindelart som beskrevs av Charles Athanase Walckenaer 1847. Dolomedes noukhaiva ingår i släktet Dolomedes och familjen vårdnätsspindlar. Inga underarter finns listade i Catalogue of Life.